# Greenfield (Illinois)
Pour les articles homonymes, voir Greenfield.
Greenfield est une ville américaine située dans le comté de Greene dans l’État de l'Illinois. En 2010, sa population est de 1 071 habitants.

## Personnalité liée à la commune
- Eulabee Dix (1878-1961), peintre miniaturiste, y est née.